# Blaasbalghersteller
De Blaasbalghersteller is een kopie naar een verloren gegaan werk van de Zuid-Nederlandse schilder Jheronimus Bosch in het Museum voor Schone Kunsten in Doornik.

## Voorstelling
Het stelt het interieur van een werkplaats voor, waar een vrouw in gelapte kleding en op trippen aan een reparateur van blaasbalgen de volgende opmerking maakt:

Meester soe bid ick voer my nicht
Haer blasbalck en is niet dicht

(Meester, zo bid ik voor mijn nicht, haar blaasbalk is niet dicht)

Links achter haar staat haar nicht, die niet veel jonger is dan de oude vrouw, met haar blaasbalg. Rechts van haar staat een jongen met een worst tegen zijn borst geklemd en een loopmolentje in zijn hand, zoals we dat kennen van ander werk van Jheronimus Bosch, zoals De goochelaar, en dat van navolgers van Bosch, zoals Zangers en musici in een ei. De blaasbalghersteller antwoordt de oude vrouw met de woorden:

Dit alde ler is droch en verrompen
Ick en bins niet lech te verpompen

(Dit oude leer is droog en verrimpeld. Ik ben niet van plan het te herstellen)

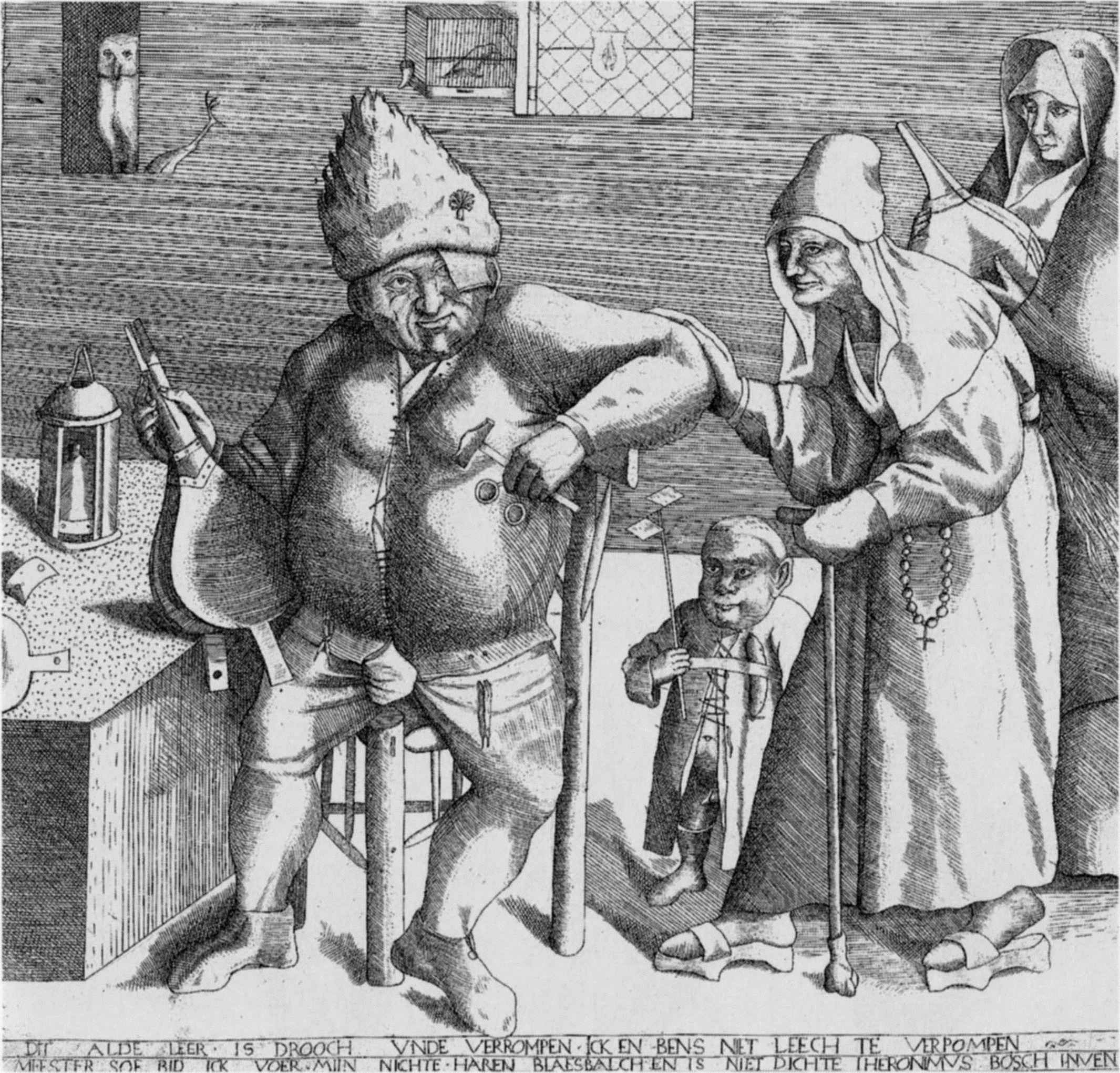
Anoniem (naar Jheronimus Bosch?). De blaasbalghersteller. 1525-1550. Gravure. Saint Louis, privéverzameling.

De oude vrouw is dus een soort koppelaarster, die de hersteller een oneerbaar voorstel doet. Bovendien werd seksualiteit in Bosch’ tijd alleen binnen het huwelijk en voor de voortplanting erkend. Een seksueel actieve oudere vrouw werd om die reden bij voorbaat al veroordeeld.

## Toeschrijving
Verschillende versies van een Blaasbalghersteller worden genoemd in diverse 16e- en 17e-eeuwse bronnen, waaronder Spaanse, koninklijke inventarissen. Van deze voorstelling is ook een prent bekend uit het tweede kwart van de 16e eeuw met daarop dezelfde tekst als op het schilderij. De prent is ‘gesigneerd’ ‘Iheronimus Bosch inven[it]’ (Jheronimus Bosch heeft dit bedacht). Men gaat er dan ook van uit dat het schilderij in Doornik waarschijnlijk gebaseerd is op een verloren gegaan paneel van Bosch.

## Herkomst
Het werk bevindt zich tegenwoordig in het Museum voor Schone Kunsten in Doornik. Hoe het daar terechtkwam is niet duidelijk. In 1589 wordt in de inventaris van Juan Manuel de la Cerde, bisschop op Sigünza, een schilderij van een ‘follero’ (blaasbalghersteller) van ‘Jeronimo Bosque’ (Jheronimus Bosch) genoemd.